# Tetracanthella montana
Tetracanthella montana är en urinsektsart som beskrevs av Stach 1947. Tetracanthella montana ingår i släktet Tetracanthella och familjen Isotomidae. Inga underarter finns listade i Catalogue of Life.